# Brixia fuscata
Brixia fuscata är en insektsart som beskrevs av Williams 1983. Brixia fuscata ingår i släktet Brixia och familjen kilstritar. Inga underarter finns listade i Catalogue of Life.